# Baškirski konj
Baškirski konj je pasma konj Baškirskega ljudstva. Gojijo ga predvsem v Baškortostanu, republiki znotraj Ruske federacije, ki leži na Južnem Uralu in zahodno. Glavno vzrejno središče je glavno mesto Ufa.

## Zgodovina
Izvor baškirskega konja ni znan. V 19. stoletju je bila prepoznana njegova gospodarska vrednost in sprejeti so bili koraki za povečanje njegovih delovnih sposobnosti in tradicionalnih lastnosti kot proizvajalca mleka in mesa. Plemenski centri so bili ustanovljeni leta 1845.
Baškirskega konja so križali z drugimi pasmami nekdanje ZSSR, kot je ruski hladnokrvnež; Izvedena so bila tudi poskusna križanja s kazaškimi in jakutskimi konji.
Baškortostan ima tretjo najvišjo populacijo konj v zveznih deželah Rusije, za Altajskim okrajem in Jakutijo. Leta 2003 je bilo število baškirskih konj 94.470.

## Opis
Baškir je majhen konj, ki v grebenu meri približno 142 cm. V telesu je širok in z velikimi prsmi, obseg prsnega koša v povprečju znaša približno 180 cm; ima veliko glavo in kratek vrat, nizko vihro in raven hrbet. Noge so kratke z močnimi kostmi. Najpogostejše barve dlake so rdečkasto rjava, kostanjeva, mišje siva in rdeča. Griva in rep sta debela, dlaka pa je tudi gosta in pogosto kodrasta. Dveletna študija, objavljena leta 1990, je pokazala, da je malo verjetno, da severnoameriški kodrasti konj, ki ima tudi kodrasto dlako in ga lahko imenujejo ameriški baškirski kodrasti, izvira iz baškirske pasme.
Obstajata dve različni vrsti baškirskega konja: manjši, lažji gorski tip, ki se uporablja predvsem za jahanje in nekoliko težji stepski tip.
Baškirski konj je izjemno trpežen. Črede so velike, pozimi ostanejo na prostem v zimskih in snežnih razmerah, kjer lahko temperature dosežejo -40 ° C.

## Uporaba
Baškirski konj se uporablja za jahanje, tovorjenje, vprego, vleko in kmečka dela. Pokaže izjemno vzdržljivost; obstajajo poročila o baškirskih konjih, ki so vlekli trojke, sani vprežene s tremi konji, na razdalji 120–140 km na dan.
Baškirske kobile so plodni proizvajalci mleka. Povprečni letni pridelek je 1500 ali 2100 kilogramov  v laktaciji 240 dni, pri najboljših kobilah pa 2700 kilogramov. Veliko mleka je predelanega v kumis, kar je nacionalna dejavnost Baškirskih ljudi.
Dlake, pridobljene iz gostega zimskega plašča pasme, se lahko stkejo v blago.
- Konji na gori Tra-Tau v okrožju Išimbajski
- Konji v okrožju Abzelilovski
- Baškirski jezdec, delo Aleksandra Orłowskega
- Baškirski jezdec